# Clytrovorus
Clytrovorus is een geslacht van vliesvleugelige insecten van de familie platkopwespen (Bethylidae).

## Soorten
- C. fuscicornis (Kieffer, 1906)
- C. horvathi (Kieffer, 1906)
- C. levis Moczar, 1986
- C. suarezi Moczar, 1984
- C. viator (Nagy, 1968)
- C. zavadili (Hoffer, 1936)